# Emmersdorf an der Donau 31

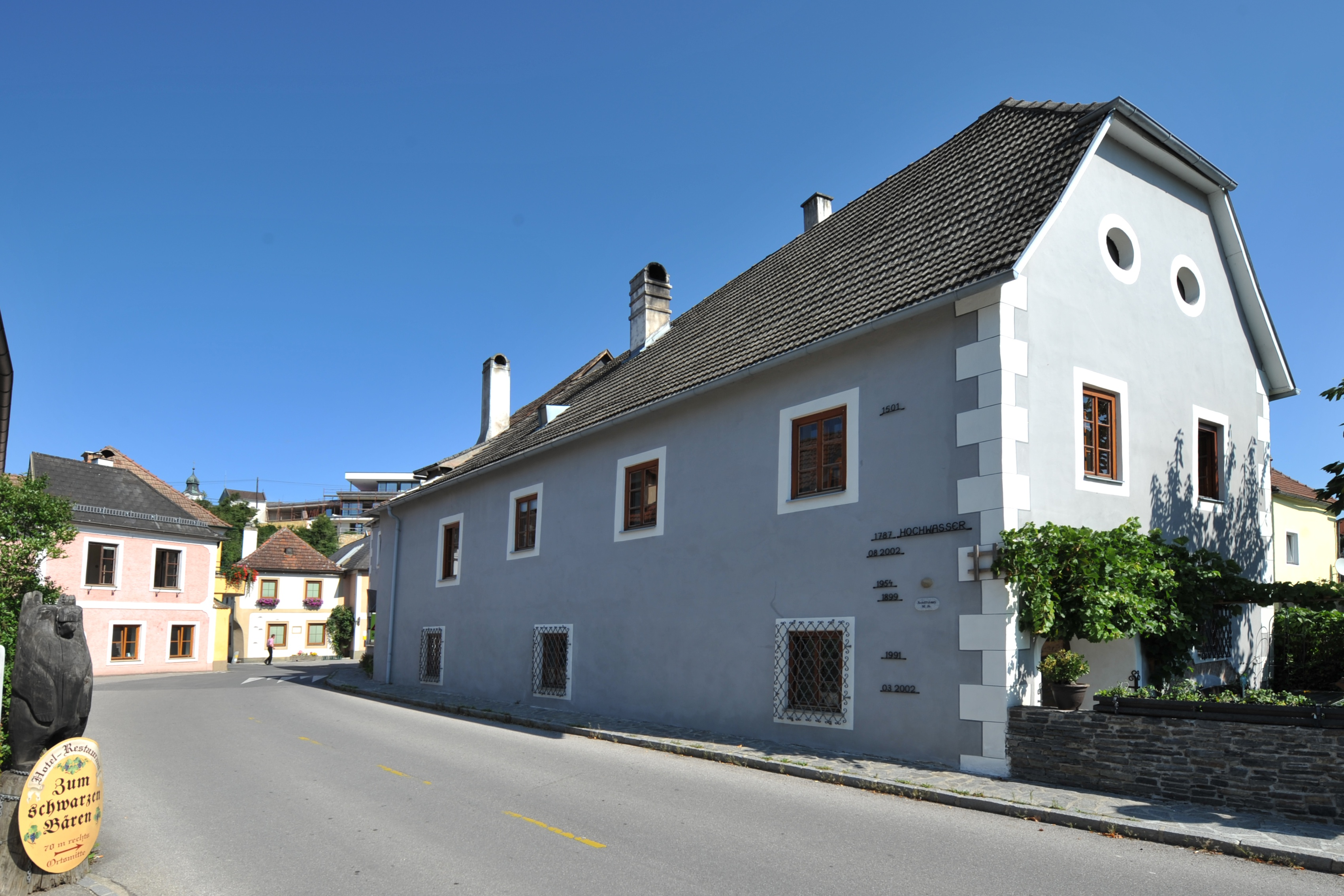
Hinterhaus Nr. 31 in Emmersdorf an der Donau

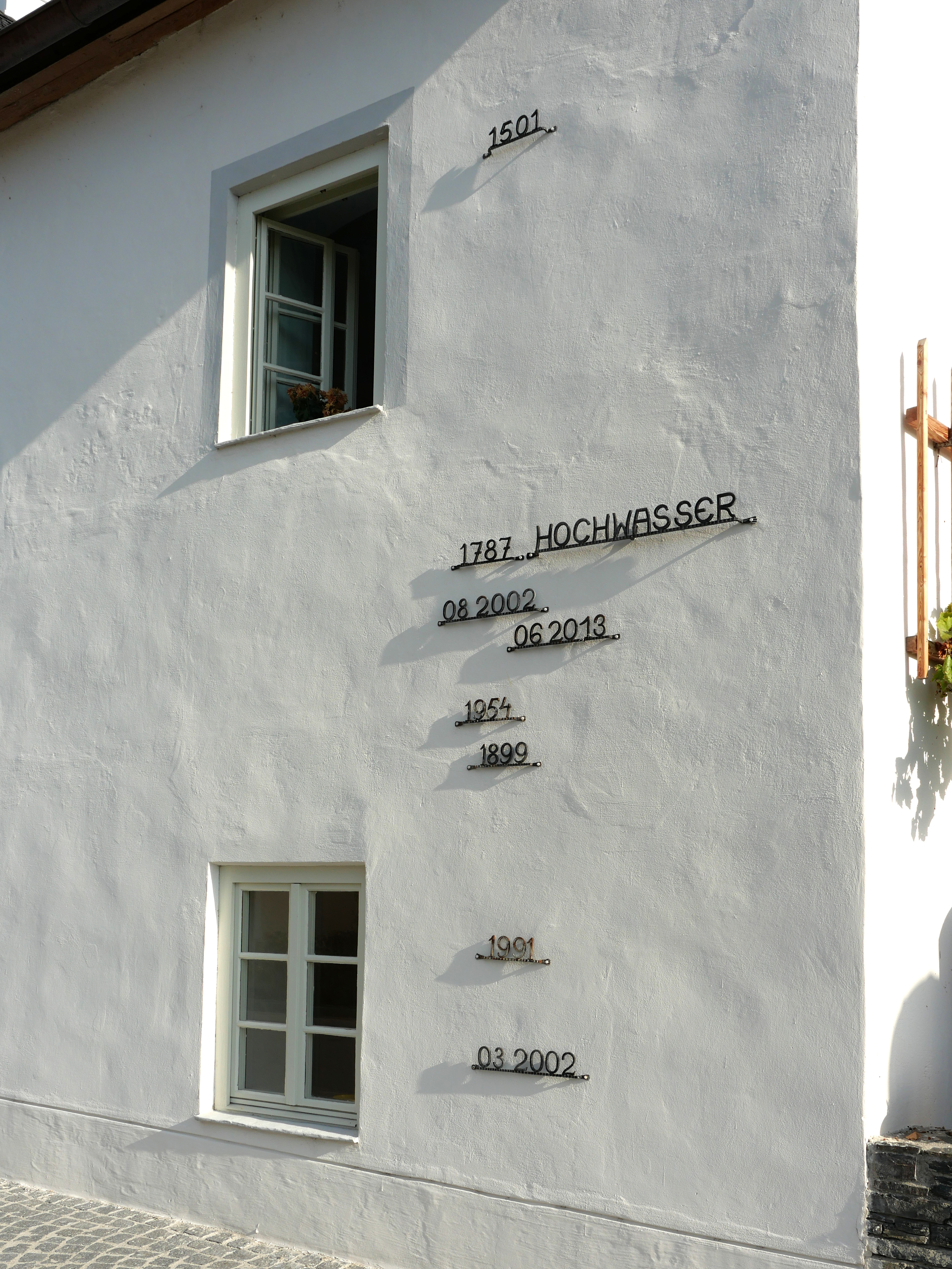
Hochwassermarken

Das Wohnhaus steht auf Nr. 31 in der Marktgemeinde Emmersdorf an der Donau im Bezirk Melk in Niederösterreich. Das Wohngebäude steht unter Denkmalschutz (Listeneintrag).

## Beschreibung
Das Gebäude aus dem 16. Jahrhundert unter einem Walmdach ist mit einem wuchtigen Erker auf Konsolen mit klobiger Pilastergliederung aus dem 16./17. Jahrhundert ausgestattet. Das Hinterhaus liegt unter einem Schopfwalmdach und wurde im 18. Jahrhundert erbaut.
An der Längsfront des Hinterhauses zeigt die Fassade Hochwassermarken.